# みゆき族
みゆき族（みゆきぞく）は、既成の秩序にとらわれず、自由な考え方や行動を示す青年達の類型のひとつである。1964年頃に日本の東京都中央区銀座のみゆき通り近辺にたむろしていたことからのそのように命名された。独自のファッション文化やストリートカルチャーを日本に流行させた。
当時の銀座は多くの映画の舞台となっており、現代物の映画では銀座のシーンを入れるのが定番となっていた。

## 概要
男性はアイビールックを崩し、バミューダショーツやつんつるてんのコットンパンツといった出で立ちでVANかJUNの紙袋や頭陀袋を小脇に抱え、女性は白いブラウスに踵の低いぺったんこの靴、ロングスカート、リボンベルトを後ろ手に締め、頭に三角折りしたスカーフや首にネッカチーフを巻き、そして男性同様に紙袋やズダ袋を抱え、特に何の目的もなくただみゆき通りをぶらぶらと闊歩することが流行した、こうしてみゆき通りと周辺に集う若者達のことをみゆき族と呼ぶようになった。
このブームは1964年4月28日創刊の週刊誌「平凡パンチ」のアイビーの知名度を上げることに一役かった。彼らが地方からも集まった目的は、買い物のほか、同じ服の趣味の仲間を見つけてつるんだり、互いの趣味を競い合ったり、通りで異性と出会ったりすることだった。1960年代末に若者文化の中心が新宿に移る以前は、上京した若者が目指す場所は銀座であり、みゆき通りにはVANの大きな店舗があったことから若者はその周辺に集まってぶらぶらと歩いたりグループを組んでショーウィンドーの横に立ったりするようになった。
しかし「族」とはいえカミナリ族などのように周囲を困惑させるような反社会的な振る舞いを起こす事はなかったものの、週刊誌には彼らの「不純異性交遊」が書きたてられるようになった。店の前に若者グループにたむろされる地元商店主など「うろうろするだけで商売の邪魔。」を始めとした都民からは警察への苦情が殺到し、同年10月より行われる1964年東京オリンピックへ向けての風紀向上策として警察は取り締まりを検討、9月12日には所轄の築地警察署によってみゆき族への一斉取り締まりが行われ、秋口には姿を消した。

### アイビー族
みゆき族と若干オーバーラップした類似の流行として、1964年夏頃から1965年夏頃まで増加したアイビーファッションを着崩した若者はアイビー族と呼ばれた。アイビー族は銀座にも登場しており、みゆき族の後継とも見られていた。みゆき族はフーテンバッグが特徴であったが、アイビー族はインディア・マドラスのシャツに木綿のズボンが特徴であった。
1964年（昭和39年）には、「アイビーは不良とする偏見をなくそう」と主張するVAN党が、1500人ほどのメンバーで結成されたが、このアイビー族も補導対象となり姿を消した。

### その後
1965年にはエレキブームが起き、銀座でも1965年8月にエレキサウンドで踊るモンキー・ア・ゴーゴーが開店してモンキーダンスが流行したものの、モンキー・ア・ゴーゴーは9月には閉店となり、その後は都心の若者よりも原宿族などの副都心の若者が注目されるようになっていった。
その後、銀座では1969年に登場した女性誌『ELLE』の影響を受けてエリートスタイルが流行した。

## 関連作品
- 映画
  - ALWAYS 三丁目の夕日'64 東宝 2012年1月21日[2]

## 関連文献
- デーヴィッド・マークス『AMETORA(アメトラ) 日本がアメリカンスタイルを救った物語 日本人はどのようにメンズファッション文化を創造したのか?』DU BOOKS　ISBN 9784866470054